# Nagaur
Nagaur ist eine Stadt im indischen Bundesstaat Rajasthan.
Nagaur ist Verwaltungszentrum des gleichnamigen Distrikts. Die Stadt liegt 200 km westlich von Jaipur. Die nationalen Fernstraßen NH 65 (Jodhpur–Hisar) und NH 89 (Bikaner–Ajmer) kreuzen sich in Nagaur.
Beim Zensus 2011 betrug die Einwohnerzahl 102.872.
In Nagaur befindet sich eine alte Festung aus dem frühen 12. Jahrhundert.